# 우무

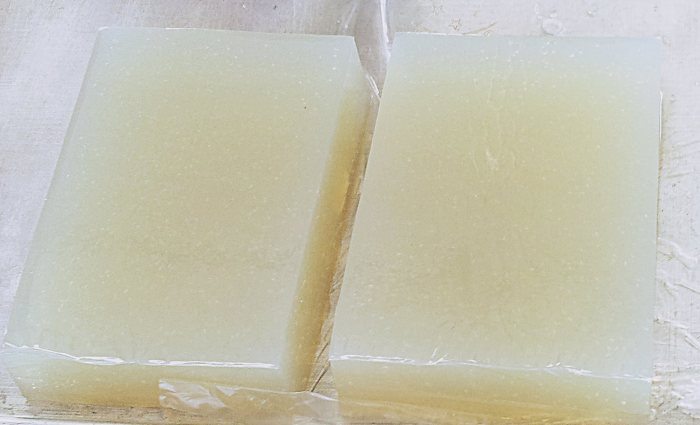
우무

우무는 우뭇가사리 등을 끓여서 식혀 만든 끈끈한 물질이다. 우뭇가사리의 점장을 동결 건조한 젤라틴과 유사한 물성을 가진 투명체이다. 우무묵 또는 한천(寒天)이라고도 한다. 여름에 물에 녹여 식용 또는 공업 재료로 쓴다. 물에 잘 녹고 투명하며 말랑말랑하다. 또한 열량이 낮아 다이어트 식품으로도 많이 이용된다.

## 쓰임새
음식이나 약 또는 공업용으로 쓴다.

## 효과
저열량이며, 고탄수화물인 특성을 이용하여 다이어트 식품으로서 사용된다.
한천을 섭취하면 포만감과 대사증후군 개선, 장 운동을 활발하게 하는 등의 효과를 낸다.

## 같이 보기
- 알긴산
- 무균
- 카라기난
- 도코로텐